# Symfonie nr. 4 (Tanejev)
De Russische componist Sergej Tanejev voltooide zijn Symfonie nr. 4 in 1898. Hij schreef er bijna 2 jaar aan.
Het werk is ook wel bekend onder de titel Symfonie nr. 1 opus 12. Tanejev had al twee voltooide en één onvoltooide symfonie (nr. 2) geschreven. Zij werden echter postuum uitgegeven en nr. 2 werd pas in 1977 voltooid door Alexander Blok. Ten tijde van de voltooiing van Symfonie nr. 4 had Tanejev al de bijnaam de Russische Brahms gekregen. Door zijn kennis van de contrapunt (en bij toeval ook allebei vier symfonieën) was er enige overeenkomst. Het beheersen van de contrapunt is voornamelijk in deel 1 te horen. Die bijnaam kan ook gegeven zijn omdat deze muziek niet erg Russisch klinkt. De symfonie is opgedragen aan Aleksandr Glazoenov, die op 21 maart 1898 de eerste uitvoering leidde met het Sint-Petersburgs Filharmonisch Orkest aldaar. Een andere componist die het werk waardeerde was Nikolaj Rimski-Korsakov, die het een van de beste symfonieën van zijn tijd vond.
De symfonie kent vier delen:
1. Allegro molto
2. Adagio
3. Scherzo: vivace
4. Finale: Allegro energico – molto maestoso

Het werk is geschreven voor
- 3 dwarsfluiten (III ook piccolo), 2 hobo's, 3  klarinetten, 2 fagotten, 1 contrafagot
- 4 hoorns, 3 trompetten, 2 trombones, 1 bastrombone, 1 tuba
- pauken,
- violen, altviolen, celli, contrabassen

## Discografie
- Uitgave Naxos: Academisch Symfonieorkest van Novosibirsk o.l.v. Thomas Sanderling (2008) (de juliaanse datum 21 maart 1898)
- Uitgaven Chandos:
  - Neeme Järvi leidde het Philharmonia Orchestra (1990)
  - Valeri Polyanski leidde het Russische Staats Symfonieorkest (2001)
- historische opnamen van Aleksandr Gauk met een van de Russische orkesten
- Peter Tiboris met het Symfonieorkest van de Moskouse Radio.
- Uitgave Melodyia: Jevgeni Svetlanov USSR Symfonieorkest 1988 (noemt de juliaanse datum 21 maart 1988)